# António Ferreira (escultor)

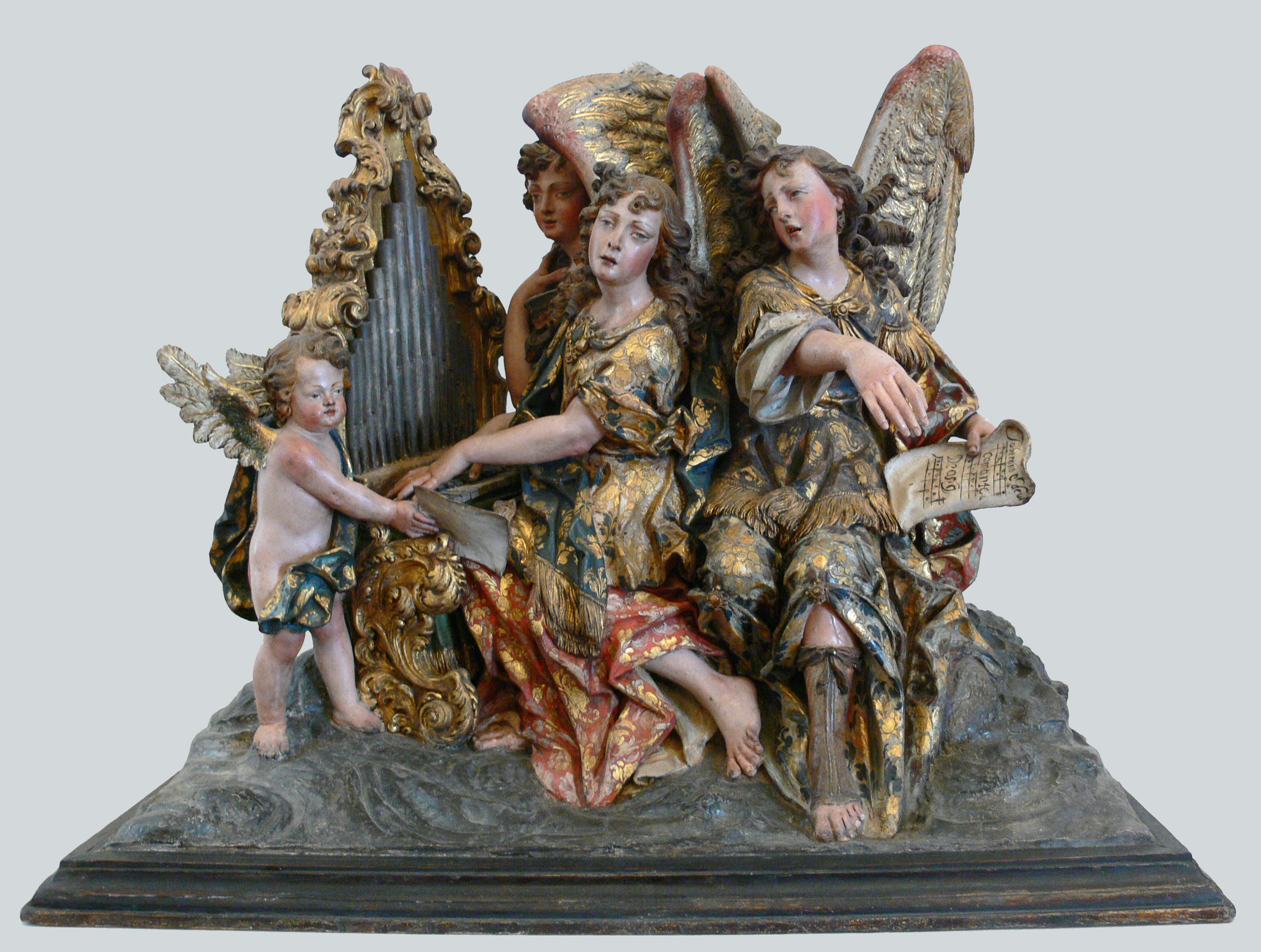
Anjos Músicos, figura de presépio da autoria de António Ferreira no Museu Bode em Berlim.

António Ferreira (período de atividade entre 1701 e 1750.) foi um importante escultor português do período Barroco especializado na produção de figuras para presépios
Apesar de ter sido um dos maiores mestres dessa arte, pouco se sabe sobre ele. Das informações que nos chegaram sobre este escultor sabe-se que pode ter nascido em Braga., filho do também escultor Dionísio Ferreira, mas viveu na cidade de Lisboa.

## Obras
As suas peças são uma interessante reprodução das figuras, trajes e costumes da sociedade portuguesa do século XVIII.
O conjunto das figuras do presépio da Madre de Deus, hoje incluída na coleção do Museu Nacional do Azulejo, é considerado a sua magnum opus. Contudo várias peças e conjuntos existem ainda espalhados por outros museus na Europa:
- Museu Nacional de Arte Antiga, em Lisboa
- Museu de Aveiro
- Museu Nacional Machado de Castro, em Coimbra
- Casa dos Patudos, em Alpiarça
- Museu Arqueológico de Espanha, em Madrid
- Museu Bode, em Berlim[2]
- Museu Nacional Colégio de São Gregório, em Valhadolide[1]